# Gaspar Domínguez
Gaspar Roberto Domínguez Donoso (Santiago, 27 de octubre de 1988) es un médico y político chileno. Ha trabajado como médico general de zona en la provincia de Palena, una de las zonas más aisladas de Chile. Como parte de la lista Independientes No Neutrales, fue electo en 2021 como miembro de la Convención Constitucional en representación del distrito n.° 26, que incluye a Palena y otras zonas de la región de Los Lagos. En enero de 2022 asumió como vicepresidente de dicha Convención, en conjunto con la presidenta María Elisa Quinteros.

## Biografía

### Familia y estudios
Gaspar Domínguez nació en Santiago en 1988, siendo hijo del pintor Sebastián Domínguez Wagner y la artista Valeria Donoso Concha, hija del herpetólogo Roberto Donoso-Barros. Es el cuarto de seis hermanos.
Egresó del Liceo José Toribio Medina de Ñuñoa en 2006 e ingresó al año siguiente a la Universidad de Chile, donde estudió medicina. En diciembre de 2014 obtuvo el título de médico cirujano. Posteriormente, ingresó en 2019 al programa de magíster en Salud Pública de la misma casa de estudios, siendo becado por Conicyt. Obtuvo el grado de magíster en marzo de 2022.
Domínguez es abiertamente gay.

### Experiencia profesional
Tras finalizar sus estudios de pregrado, decidió trasladarse a la provincia de Palena para desempeñarse como médico general de zona. En abril de 2015 llegó a trabajar al centro comunitario de salud familiar (Cecosf) de Ayacara, una localidad costera sin conectividad terrestre. Durante más de dos años participó en las rondas médicas que realizaba el buque Cirujano Videla de la Armada de Chile a lo largo de las costas de la provincia, atendiendo pequeños asentamientos en las Islas Desertores, la península de Huequi y otros sectores aislados de la comuna de Chaitén.
En noviembre de 2017 fue trasladado al hospital de Palena, hacia el interior de la provincia homónima. Además de las atenciones hospitalarias regulares, continuó realizando rondas médicas en zonas aisladas del sector cordillerano, como California y Puerto Ramírez. También participó en una serie de iniciativas de salud pública en escuelas de la zona, destacando la instalación de dispensadores de preservativos en los baños de la Escuela Roberto White de Palena, siendo la primera iniciativa de este tipo fuera de la Región Metropolitana de Santiago.
En febrero de 2019 fue reconocido por el diario El Llanquihue de Puerto Montt como uno de los 50 jóvenes líderes de la Región de Los Lagos.

### Convencional constituyente
A comienzos de 2021, Gaspar Domínguez presentó su candidatura a las elecciones de convencionales constituyentes como representante del distrito n.º 26, compuesto por la zona sur de la Región de Los Lagos –incluyendo la provincia de Palena–. Para la elección se presentó dentro de la lista «Independientes Nueva Constitución», perteneciente al colectivo Independientes No Neutrales, y realizó una campaña principalmente a través de redes sociales. Dentro de su campaña, Domínguez promovió la adopción de un seguro único de salud y fortalecer el derecho a la salud dentro del texto de la nueva Constitución, incorporando un principio de solidaridad.
En las elecciones del 15 y 16 de mayo, obtuvo un 4,89% de los votos, alcanzando así uno de los cupos para formar parte de la Convención Constitucional. Fue uno de los dos médicos electos a la Convención. Además, como uno de los 8 miembros electos identificados como parte de la comunidad LGBT participó en la fundación de la «Red Disidente Constituyente», destinada a coordinar la visibilidad y representación de la diversidad sexual en la Convención Constitucional.
En la sesión inaugural de la Convención Constitucional, el 4 de julio de 2021, su nombre fue propuesto por Independientes No Neutrales para ocupar la vicepresidencia de dicha instancia; en la primera votación obtuvo 11 preferencias, no resultando electo. Durante la primera etapa de la Convención, destinada a definir su reglamento interno, integró la comisión transitoria de Descentralización, Equidad y Justicia Territorial. Tras la aprobación del reglamento de la Convención, en octubre de 2021, se incorporó a la comisión temática de Derechos Fundamentales.
Luego de seis meses de operación, la Convención realizó elecciones para definir una nueva mesa directiva que reemplazara la liderada por la presidenta Elisa Loncón y el vicepresidente Jaime Bassa. El 5 de enero, Domínguez fue electo vicepresidente de la Convención Constitucional, obteniendo el apoyo de 112 convencionales.

## Historial electoral

### Elecciones de convencionales constituyentes de 2021
- Elecciones de convencionales constituyentes de 2021, para convencional constituyente por el distrito 26, compuesto por las comunas de Ancud, Calbuco, Castro, Chaitén, Chonchi, Cochamó, Curaco de Vélez, Dalcahue, Futaleufú, Hualaihué, Maullín, Palena, Puqueldón, Puerto Montt, Queilén, Quellón, Quemchi y Quinchao.[18]

| Candidato                    | Pacto                             | Partido   | Votos  | %     | Resultados   |
| ---------------------------- | --------------------------------- | --------- | ------ | ----- | ------------ |
| Julio Álvarez Pinto          | Lista del Apruebo                 | PS        | 13.824 | 10,56 | Convencional |
| Adriana Ampuero Barrientos   | Insulares e Independientes        | ILG       | 10.604 | 8,10  | Convencional |
| Diego Vallejos Guzmán        | Insulares e Independientes        | ILG       | 7.819  | 5,97  |              |
| Patricia Rada Salazar        | Apruebo Dignidad                  | Ind.-RD   | 6.803  | 5,19  |              |
| Gaspar Domínguez Donoso      | Independientes Nueva Constitución | ILZA      | 6.400  | 4,89  | Convencional |
| Romina Bórquez Castro        | Independiente fuera de pacto      | Ind.      | 5.917  | 4,52  |              |
| Juan Luis Ossa Santa Cruz    | Vamos por Chile                   | Ind.-RN   | 5.875  | 4,49  |              |
| Jairo Quinteros Rodríguez    | Vamos por Chile                   | Ind.-PRCh | 5.396  | 4,12  |              |
| Jacquelin Paz Cabrera        | Lista del Apruebo                 | PS        | 5.319  | 4,06  |              |
| Marcos Emilfork Konow        | Vamos por Chile                   | Ind.-UDI  | 5.252  | 4,01  |              |
| Katerine Montealegre Navarro | Vamos por Chile                   | UDI       | 5.039  | 3,85  | Convencional |